# Patelloida cryptalirata
Patelloida cryptalirata is een slakkensoort uit de familie van de Lottiidae. De wetenschappelijke naam van de soort is voor het eerst geldig gepubliceerd in 1955 door Macpherson.